# Agustín Tamames Iglesias
Agustín Tamames Iglesias (Monterrubio de Armuña, 19 d'octubre de 1944) és un ciclista espanyol, ja retirat, que fou professional entre 1969 i 1977.
El 1968, com a ciclista amateur, va prendre part als Jocs Olímpics d'Estiu de Ciutat de Mèxic. Com a professional, els seus principals èxits esportius foren a la Volta a Espanya, cursa que guanyà el 1975 i on aconseguí fins a onze victòries d'etapa en les seves diferents participacions. També va guanyar el Campionat d'Espanya de ciclisme en ruta de 1976.

## Palmarès
- 1965
  - Vencedor d'una etapa al Cinturó Ciclista Internacional a Mallorca
- 1966
  - 1r a la París-Troyes
  - Vencedor d'una etapa al Tour de l'Avenir
- 1967
  - 1r a la Volta a Toledo
- 1969
  - Vencedor d'una etapa a la Volta a Catalunya
- 1970
  - Vencedor d'una etapa a la Volta a Espanya. 1r del Gran Premi de la muntanya 
  - Vencedor d'una etapa a la Volta a Catalunya
  - 1r al GP Muñecas de Famosa
- 1971
  - 1r a la Clàssica de Sabiñánigo
  - Vencedor d'una etapa a la Volta a Espanya
- 1972
  - 1r a la Volta a Astúries i vencedor d'una etapa
  - 1r a la Volta a Segòvia i vencedor d'una etapa
  - Vencedor de 2 etapes a la Volta a Espanya
- 1973
  - Vencedor d'una etapa a la Volta a Catalunya
  - Vencedor d'una etapa a la Volta a Astúries
- 1974
  - Vencedor de 2 etapes a la Volta a Espanya
  - Vencedor d'una etapa a la Volta a Astúries
- 1975
  -  1r a la Volta a Espanya i vencedor de 5 etapes
  - 1r a la Volta a Aragó i vencedor de 4 etapes
  - 1r als Tres Días de Leganés
  - 1r al Gran Premi Navarra
  - Vencedor de 2 etapes a la Volta a Euskadi
- 1976
  - Campió d'Espanya de ciclisme en ruta
  - Vencedor d'una etapa a la Setmana Catalana
  - Vencedor d'una etapa a la Volta a Cantàbria

### Resultats a la Volta a Espanya
- 1970. 2n de la classificació general. Vencedor d'una etapa.  1r del Gran Premi de la muntanya
- 1971. 7è de la classificació general
- 1972. 3r de la classificació general. Vencedor de 2 etapes
- 1973. 7è de la classificació general
- 1974. 17è de la classificació general. Vencedor de 2 etapes
- 1975.  1r de la classificació general. Vencedor de 5 etapes
- 1977. 11è de la classificació general

### Resultats al Tour de França
- 1971. 15è de la classificació general
- 1973. Abandona (9a etapa)